# 加計西トンネル
加計西トンネル（かけにしトンネル）は、広島県山県郡安芸太田町にある、中国自動車道の道路トンネル。

## 概要
広島北JCT - 戸河内ICは、長距離トンネルが6本存在する山岳区間。本トンネルは、その中で唯一加計BS・スマートIC - 戸河内ICにある。開通当初は上り線側を使用しており、暫定2車線で供用していた。

## 歴史
- 1983年3月24日：中国自動車道・千代田IC - 鹿野IC間が開通と共に暫定2車線で供用開始。

## 隣
ここでは、広島北JCT - 戸河内IC の長距離トンネル群も記載する。
E2A 中国自動車道
(26)広島北JCT - 牛頭山トンネル - 平トンネル - 船場トンネル - 澄合トンネル・三谷トンネル（上り線のみ）  - 加計東トンネル - (26-1)加計BS・スマートIC - 加計西トンネル - (27)戸河内IC